# Combustible fossile
Un combustible fossile est un combustible riche en carbone, par exemple un hydrocarbure, issu de la transformation lente de matière organique enfouie dans le sol depuis plusieurs millions d'années, jusqu'à parfois 650 millions d'années. Il s'agit du pétrole, du charbon, du lignite et du gaz naturel. Parmi ces derniers, le méthane (CH4) présente le rapport H/C le plus élevé, alors que l'anthracite et certaines houilles sont composés de carbone presque pur.
L'usage des combustibles fossiles est le principal responsable du changement climatique. Par ailleurs, ces sources d'énergie ne sont pas renouvelables, car elles demandent des millions d'années pour se constituer et elles sont utilisées beaucoup plus rapidement que le temps nécessaire pour recréer des réserves. L'utilisation de combustibles fossiles a plus que doublé entre les années 1970 et 2019.

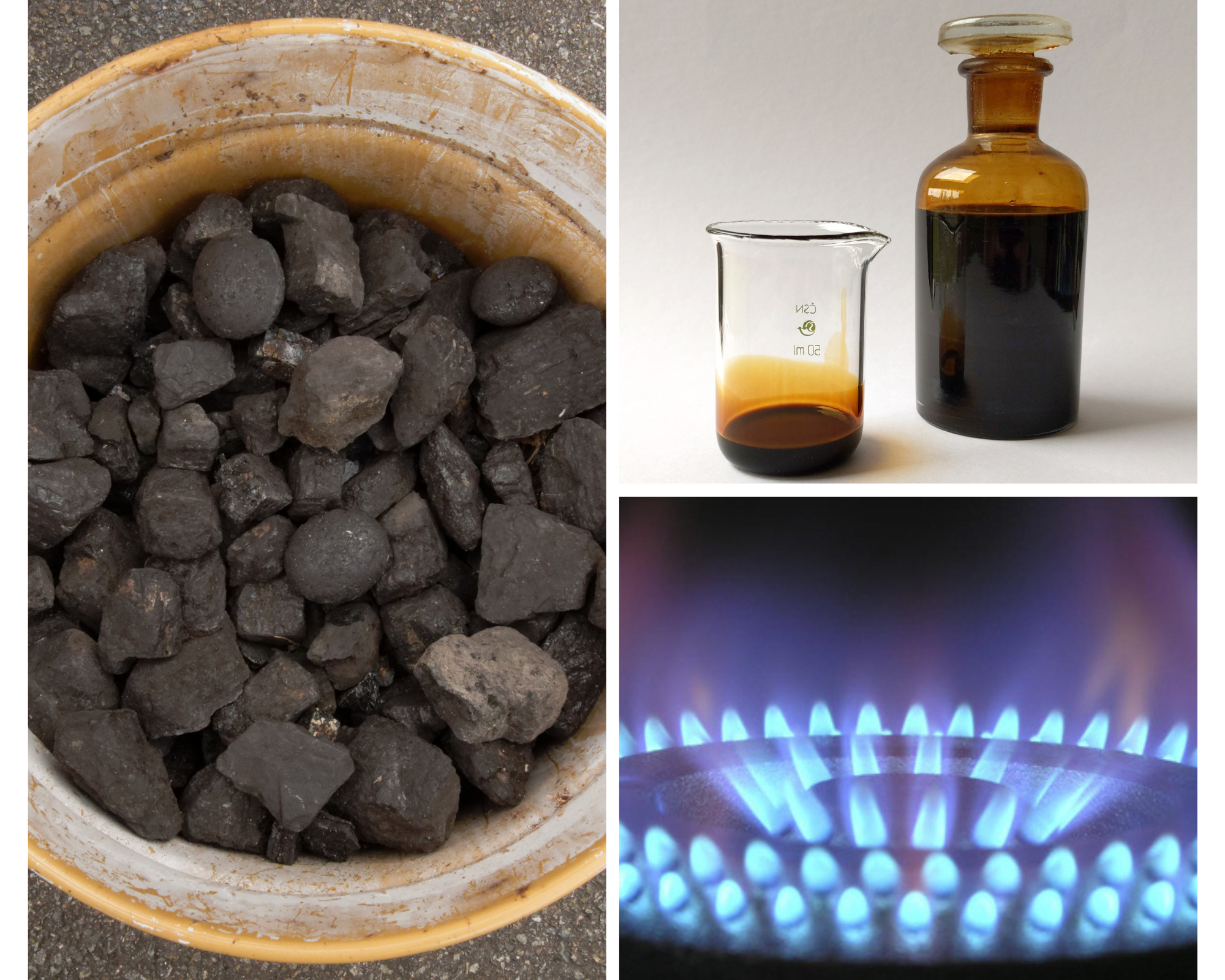
Exemples de combustibles fossiles : charbon, pétrole brut et gaz naturel.

## Classification

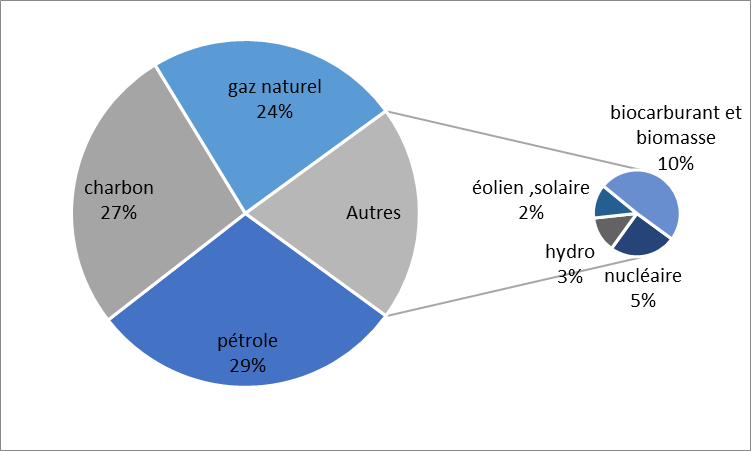
Les combustibles fossiles représentent 80 % des énergies primaires consommées dans le monde en 2020 (source : Agence internationale de l'énergie).

Les combustibles fossiles représentent 80,3 % des 617 950 PJ (pétajoules) d'énergie primaire consommée dans le monde en 2021.

### Combustibles fossiles conventionnels
Les combustibles fossiles conventionnels représentent la majeure partie de la consommation d'énergies fossiles en 2021 :
- pétrole : 29,5 % ;
- charbon et lignite : 27,2 % ;
- gaz naturel : 23,6 %.

### Combustibles fossiles non conventionnels
Parmi les combustibles fossiles non conventionnels, on peut citer :
- les schistes bitumineux contenant du kérogène, qui doit encore être pyrolysé ;
- les sables bitumineux contiennent du bitume ;
- les hydrates de méthane ;
- la tourbe est un peu à part, son cycle de formation se compte en milliers d'années, ce qui la place à mi-chemin entre les carburants fossiles (dont la formation se compte en millions d'années) et les renouvelables ;
- le gaz de schiste ;
- les huiles de schiste ;
- le gaz de couche, gaz de houille, plus connu sous le nom de grisou.

## Prospective

Émissions globales de carbone fossile par type de combustible, de 1800 à 2000. Remarque: Le carbone ne représente que 27 % de la masse du, l'oxygène constitue le reste.

L'utilisation par l'humanité de quantités considérables de combustibles fossiles depuis la révolution industrielle est à l'origine d'un déséquilibre important du cycle du carbone, qui provoque une augmentation de la concentration de gaz à effet de serre (GES) dans l'atmosphère terrestre. Celle-ci est la principale cause du changement climatique.
La théorie du pic pétrolier (ou de pic de Hubbert), popularisée au début des années 2000, prédisait la survenue sous quelques années du moment où la production mondiale de pétrole plafonnerait et commencerait à décliner en raison d'un épuisement des ressources disponibles. Ces prédictions ont cependant été rendues caduques à la suite de la crise économique de 2008, qui a entraîné un affaiblissement de la demande mondiale. L'entrée en exploitation du pétrole de schiste aux États-Unis et dans d'autres pays à partir de 2010 a quant à elle contribué à étendre les réserves exploitables, repoussant d'autant la perspective d'un épuisement du pétrole. En 2014, l'Agence internationale de l'énergie prévoyait une hausse de 15 % de la production mondiale de pétrole d'ici 2040, en fonction d'arbitrages opérés par les pays de l'Organisation des pays exportateurs de pétrole (OPEP).
La part des énergies fossiles dans le mix énergétique mondial devrait passer de 82 % en 2014 à 75 % en 2040, au profit d'une progression des énergies renouvelables.
En novembre 2019, la Banque européenne d'investissement (BEI) annonce la fin de ses financements de projets énergétiques en lien avec les énergies fossiles (pétrole, charbon et gaz) à partir de 2022. Cette annonce fait suite à d'autres engagements semblables comme celui du fonds souverain norvégien,.
Le sixième rapport d'évaluation du GIEC, publié en 2023, souligne que la sortie des combustibles fossiles est indispensable pour atténuer le changement climatique. Les scénarios d'émissions permettant de respecter l'objectif, présent dans l'accord de Paris, d'un réchauffement limité à +1,5 °C à l'horizon 2100 exigent à l'horizon 2050 des réductions d'utilisation médianes de 95 % (écart interquartile de 80 % à 100 %) pour le charbon, de 60 % (40 % à 75 %) pour le pétrole et de 45 % (20 à 60 %) pour le gaz naturel, par rapport à 2019. Les effets de l'utilisation résiduelle des énergies fossiles sont alors en partie compensés par des technologies de captage et stockage du dioxyde de carbone (CCS), qui évitent durablement l'émission de GES dans l'atmosphère,,.

## Fiscalité noire

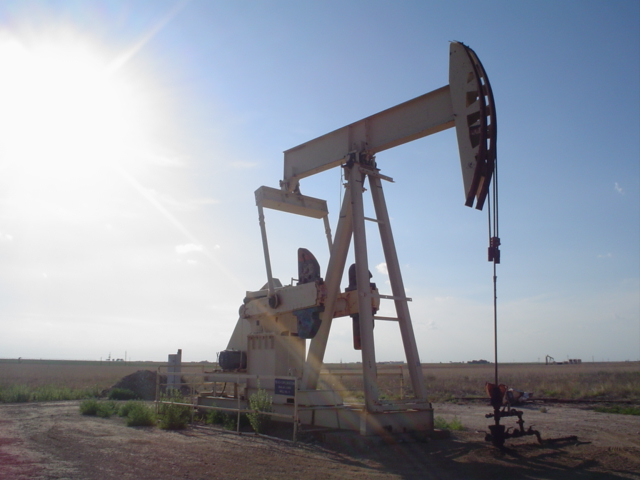
Chevalet de pompage au Texas, États-Unis.

Par opposition à la fiscalité verte, la fiscalité noire est l'ensemble des aides aux énergies fossiles susceptibles d'avoir des effets pervers.
Dans le premier quart du XXIe siècle, plusieurs pays continuent à fortement soutenir le développement de la filière charbon (Chine, Inde, États-Unis, Australie, Indonésie et Russie principalement), notamment par des prêts syndiqués et des aides aux levées de fonds sur les marchés de capitaux. Des banques et fonds de placement y contribuent également. Ainsi, entre 2021 et 2023, les banques ont financé l’industrie charbonnière à hauteur de 470 milliards de dollars et, en 2023, ces aides ont atteint 136 milliards de dollars. Ce montant représente environ 20 % de moins qu’en 2016, mais reste contraire aux objectifs de l'accord de Paris sur le climat. Ces financements viennent pour 92 % de banques sises dans sept pays, dont les banques américaines comme Bank of America et JPMorgan Chase, qui pèsent pour près de la moitié de ces investissements. Entre 2021 et 2023, leur soutien a augmenté de 22 %, passant de 16,2 à 19,8 milliards de dollars.
Le gaz de schiste s'est fortement développé aux États-Unis, dépassant 7,638 × 1011 m3 en 2021 selon Novi Labs, et certains voudraient l'exploiter dans les fonds marin. Ce développement pourrait connaître un ralentissement en raison des impacts environnementaux des techniques de fracturation hydraulique, des fluides de fracturation et des quantités d'eau qu'il nécessite, dont une partie est perdue dans la roche-réservoir.
En 2013, l'Organisation de coopération et de développement économiques (OCDE) publie un premier inventaire de la « fiscalité noire », c'est-à-dire des soutiens aux énergies fossiles accordés par les 34 pays membres de cette institution, de même qu'un inventaire des « effets des taux légaux des taxes sur divers carburants et combustibles, lorsque ces taux sont exprimés par unité d'énergie ou par unité d'émission de dioxyde de carbone (CO2) ». Les conclusions de cette étude encouragent les États-membres de l'OCDE à accélérer le développement de leur fiscalité écologique (« fiscalité verte »), notamment pour favoriser l'efficacité énergétique et la transition énergétique (afin de sortir de la dépendance aux énergies fossiles en particulier) en développant les énergies « propres » et sûres, tout en diminuant la pollution. En France, Pascal Saint-Amans (directeur du Centre de politique et d'administration fiscales) rappelle que la fiscalité relève de la souveraineté des États et encourage le Sénat à soutenir l'action politique en faveur de l'écotaxe en France, lors d'une audition par la commission des finances du Sénat (20 février 2013).
L'OCDE dénonce à cette occasion la persistance et l'importance de cette « fiscalité noire » et encourage à la supprimer. Les subventions à la production et à la consommation d'énergies fossiles ont en effet représenté de 55 à 90 Md$ (de 41 à 67 Md€) par an de 2005 à 2011 pour les 34 États de l'OCDE, les deux tiers de ces subventions ayant été touchés par l'industrie pétrolière, le tiers restant ayant été équitablement partagé entre l'industrie du charbon et la filière du gaz naturel. L'OCDE note aussi une « distorsion inquiétante », de la fiscalité du gazole (carburant très polluant et affectant le plus la santé en matière de mortalité), surfavorisé par une moindre taxation (−37 % par rapport à l'essence).
Le Danemark est félicité pour ses écotaxes. L'Allemagne est encouragée à poursuivre une réforme qui a déjà (en 2012) divisé par deux les soutiens à la production de combustibles fossiles (2 Md€ en 2011, soit environ 0,1 % du PIB) tout en soutenant le développement du solaire et de l'éolien. La France fait encore figure de mauvaise élève par de nombreuses exonérations (taxes sur le carburant utilisé par les navires, taxis et pour certains usages agricoles, droits d'accise pour les producteurs de gaz naturel, l'industrie du raffinage, TVA pour les équipements de forage en mer), des aides aux stations-service des régions isolées, des soutiens au gazole, etc.
En 2013, l'OCDE liste une trentaine de subventions encourageant les énergies fossiles et polluantes, sur la base de données fournies par la France (qui a omis la détaxation du kérosène utilisé par les vols intérieurs).
En septembre 2015, l'OCDE publie son Inventaire des mesures de soutien pour les combustibles fossiles : le soutien public (affiché dans les budgets nationaux) à la production et à la consommation de combustibles fossiles dans les pays de l'OCDE et les grandes économies émergentes y est évalué à environ 160 à 200 milliards de dollars par an, ce qui entrave l'effort mondial de réduction des émissions et de lutter contre le changement climatique. Près de 800 programmes de dépenses et d'allégements fiscaux ont été mis en œuvre dans les 34 pays de l'OCDE et six grandes économies émergentes du G20 (Brésil, Chine, Inde, Indonésie, Russie et Afrique du Sud), qui incitent encore à produire ou consommer des combustibles fossiles, notamment en réduisant les prix pour les consommateurs ainsi que les coûts d'exploration et d'exploitation pour les compagnies pétrolières et gazières. Au sein de l'OCDE, le montant de ces mesures a chuté d'un tiers en six ans (2008-2014) mais principalement grâce aux efforts du Mexique et de l'Inde, et en ne décroissant que depuis 2013 dans les pays émergents. La France continue à soutenir des énergies fossiles en encourageant le diesel, et en subventionnant certains outils de cogénération, le secteur agricole, les raffineries. Ce travail n'inclut pas les subventions existantes dans les pays pétroliers hors OCDE, ni les soutiens transnationaux comme les crédits à l'export de charbon ; il ne présente qu'une partie de la fiscalité noire dans le monde.
L'Agence internationale de l'énergie, avec une méthodologie différente et un champ plus large, évalue à 548 Mds $ (milliards de dollars américains) en 2013 les subventions à la consommation mondiale de combustibles fossiles, dont plus de la moitié pour les produits pétroliers ; c'est quatre fois le montant de celles attribuées aux énergies renouvelables et plus de quatre fois supérieures aux investissements dans l'amélioration de l'efficacité énergétique. Les pays pétroliers (Moyen-Orient, Afrique du Nord) ne sont pas repris dans les statistiques de l'OCDE (ci-dessus), or ce sont ceux qui subventionnent le plus le carbone fossile : Iran 84 Mds $, Arabie Saoudite 62 Mds $, Russie 47 Mds $, Venezuela 38 Mds $, Égypte 30 Mds $, Indonésie 29 Mds $, etc. L'AIE note aussi que les deux pays les plus peuplés ont aussi des subventions importantes : Inde 47 Mds $ et Chine 21 Mds $.
Le président indonésien Joko Widodo, élu en 2014, a d'emblée imposé une hausse de 30 % du prix de l'essence, pour compenser le coût des subventions à l'énergie, estimé à plus de 20 milliards de dollars par an, pour dégager des marges permettant de moderniser les infrastructures et investir dans l'éducation.
En 2022, le secteur des énergies fossiles a bénéficié d'un total de 1 400 milliards de dollars d’argent public dans les pays du G20.

## Impacts

### Environnementaux
Les combustibles fossiles sont des énergies non renouvelables à l'échelle de l'humanité car leur reconstitution naturelle demanderait des millions d'années. Outre leur épuisement inéluctable, l'exploitation de ces combustibles est à l'origine de dégâts écologiques liés à leur extraction (celle des sables bitumineux de l'Athabasca a été particulièrement médiatisée) et à leur utilisation : l'usage des énergies fossiles est le principal facteur du changement climatique, par le biais des gaz à effet de serre tels que le dioxyde de carbone massivement émis par leur combustion et le méthane émis lors de l'extraction et du transport du gaz naturel.
Selon la revue Nature (janvier 2015), un tiers des réserves de pétrole, la moitié de celles de gaz, et 80 % de celles de charbon devraient rester sous terre de 2010 à 2050 pour que soit respecté l'objectif de seuil maximal de hausse des températures de 2 °C d'ici à 2100.
De nombreuses conférences sur le climat ont eu lieu depuis des décennies pour essayer de contenir le réchauffement climatique. La plus médiatisée a été la Conférence de Paris de 2015 sur les changements climatiques (COP21). Malgré ces mises en garde répétées, le quasi-consensus scientifique sur l'impact de l'exploitation des combustibles fossiles sur le climat, et les risques d'accident sur les plateformes en mer, les grandes entreprises des secteurs pétrolier et gazier, profitant d'une certaine absence de réglementation internationale sur l'exploitation en mer des hydrocarbures, poursuivent cette exploitation. Depuis 2004, elles organisent chaque année une conférence sur l'exploitation des hydrocarbures en eaux profondes, appelée MCE Deepwater Development (MCEDD). La conférence de 2016 s'est tenue à Pau du 5 au 7 avril 2016, et avait pour objectif de « réussir une baisse significative des coûts pour que l'industrie opérant en mer profonde puisse rester compétitive », France Nature Environnement s'est opposée à la tenue de ce sommet des énergies qui ne paient pas leur « vrai prix » et dénonce une provocation des industriels quelques mois après l'accord de Paris sur le climat.

### Sanitaires

Nombre théorique de décès mondiaux qui auraient résulté de la production d'énergie si celle-ci avait été satisfaite par une seule source, en 2014.
Source : Our World in Data à partir de données de The Lancet et de l'Agence internationale de l'énergie.

Le changement climatique induit par l'utilisation des combustibles fossiles comme source d'énergie a des conséquences négatives sur la santé humaine.
La combustion de certains combustibles fossiles est également une source de polluants majeurs comme le dioxyde de soufre SO2 et les oxydes d'azote NOx. Par ailleurs, la combustion du charbon par les centrales électriques conduit à l'émission de mercure.